# Associação Brasileira da Indústria de Café
A Associação Brasileira da Indústria de Café, com sigla ABIC, fundada em 1973 pelos sindicatos estaduais das indústrias de torrefação e de moagem, é a entidade representativa do setor cafeeiro no Brasil.
O país "é o maior produtor e exportador mundial de café e o segundo no mercado consumidor – atrás apenas dos Estados Unidos", em dados de 2015, ano em que a ABIC estimava um crescimento de 2% na produção que vinha em queda, motivado sobretudo pelo aumento do consumo de produto com qualidade superior.
A ABIC realiza competições que premiam os melhores cafés produzidos no Brasil, como na edição de 2006 que escolheu o café especial produzido na Fazenda Divino Espírito Santo, produzido na cidade baiana de Piatã, na Chapada Diamantina, como o melhor café especial brasileiro. Na ocasião a Fazenda Brejos de Aguiar de Ibicoara ficou no quinto lugar na categoria de cafés naturais. A região tem se especializado no tipo "cereja descascado".
Instituiu em 2005 o Dia Nacional do Café (24 de maio), como "a data mais importante da cafeicultura nacional (...) marca o início da colheita no Brasil e é uma oportunidade para indústria do café destacar suas marcas regionalmente", além de promover a bebida no país.

## Objetivos
O principal objetivo em sua criação era, além de representar os interesses da indústria, promover o aumento do consumo da bebida que nas décadas de 1970 e 1980 estavam em queda. Com isso foi possível a constituição de banco de dados de "estudos macroeconômicos, pesquisas de opinião e de mercado, além de diagnóstico setoriais; orientação jurídica nas áreas fiscal, entre outros", além da promoção de eventos do setor e ter organização capaz de ser interlocutora junto ao governo no estabelecimento de políticas públicas e, internacionalmente, promover a marca do café brasileiro e, internamente entre seus afiliados, promover a melhoria da qualidade, incremento e modernização da produção.

## Filiados
Além dos produtores, moedores, torrefadores (cadeia agroindustrial), também os comercializadores, como donos de cafeterias, podem se tornar membros da ABIC. "O Sócio Contribuinte é a empresa com atividade de industrialização e comercialização de café e possui direito de participar de Assembleias e reuniões do Conselho Deliberativo, de votar e ser votado para cargos de direção da ABIC".
Dentro dos serviços prestados aos membros estão:  "certificação dos produtos; banco de consultores; relatórios e indicadores da indústria; convênios e parcerias; assessoria técnica; assessoria jurídica; informações atualizadas através dos informativos da entidade; materiais de divulgação e de educação para o consumo; acesso ao Portal do Torrefador; análises de mercado e consumo; campanhas de marketing da ABIC e desconto em eventos".

## Principais eventos
A ABIC promove ou participa dos seguintes eventos, entre outros:
- Concurso Nacional ABIC de Qualidade do Café – Origens do Brasil
- ABIC Coffee Run
- Encontro Nacional das Indústrias de Café – ENCAFÉ

## Selos e certificações

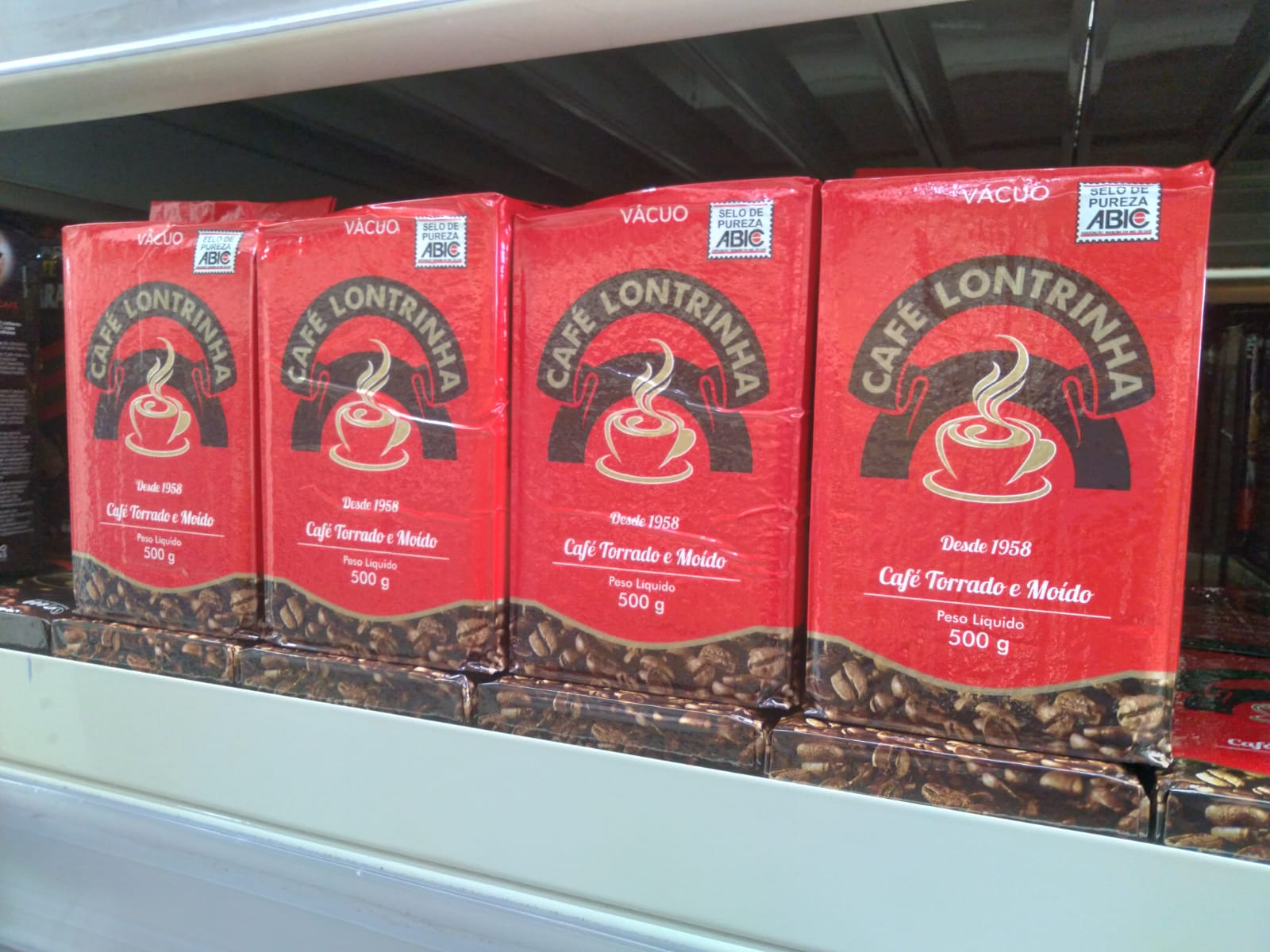
Pacotes de café que ostentam, no canto superior direito, o "Selo de Pureza ABIC"

"A marca Cafés do Brasil, símbolo do grão brasileiro, surgiu na Copa do Mundo de 1982, na Espanha, quando foi criada para indicar o patrocínio do Instituto Brasileiro do Café (IBC) à Confederação Brasileira de Futebol (CBF). Registrada como marca oficial em 2000, no Instituto Nacional da Propriedade Industrial (INPI), pela ABIC (Associação Brasileira da Indústria do Café)", como informado por um afiliado.

### Selo de pureza do café
Um dos filiados informa: "Entre os selos brasileiros, destaca-se o Selo de Pureza ABIC (...) que atesta a pureza do café. São mais de 2 mil amostras coletadas e analisadas por ano com o objetivo, desde o início, do monitoramento contínuo das marcas, a fim de inibir a ação de empresas que adulteram seus produtos. A ABIC também possui o Selo de Qualidade do Café, que cria três categorias de produtos a partir de níveis de qualidade, Tradicional, Superior e Gourmet, com o objetivo de agregar valor e ampliar o consumo a partir da melhoria contínua dos cafés. É o único programa que se tem conhecimento no mundo que avalia a qualidade do café torrado e moído (as demais certificações avaliam o café verde, apenas)".